# Y ahora qué pasa, eh?
Y ahora que pasa, eh? es el segundo álbum de estudio de la banda argentina de punk rock Los Violadores, publicado en 1985 por Umbral.

## Detalles
Aquí se encuentra su primera canción en obtener difusión radial masiva, y uno de los primeros éxitos del punk rock en español en Latinoamérica: "Uno, dos, ultraviolento". La canción, compuesta por el guitarrista Stuka, incluye en su letra palabras de la llamada jerga Nadsat (en su versión en español), extraídas del film «La Naranja Mecánica», dirigida por Stanley Kubrick y basada en la novela homónima de Anthony Burgess.
Para este álbum el grupo cambió su sonido punk por uno más radiable que dieron en llamar "pop duro", las canciones sonaron en la radio y el LP obtuvo ventas superiores a las 100,000 copias.
El álbum fue publicado en CD en 1992 por Radio Trípoli Discos.

## Lista de canciones
Lado A
1. "Revolución Inter" (Stuka)
2. "Como la primera vez" (Stuka-Rizzo)
3. "Somos Latinoamérica" (Stuka-Pil)
4. "Sin ataduras" (Stuka-Pil-Zelazek-Epifanio)
5. "Comunicado #166" (Stuka)

Lado B
1. "Quiero ser yo, quiero ser libre" (Stuka-Hari B-Rizzo)
2. "Uno, dos, ultraviolento" (Stuka)
3. "Espera y verás" (Stuka-Pil)
4. "Nada ni nadie nos puede doblegar" (Stuka-Peyronel)

## Créditos
- Pil Trafa - voz principal y coros
- Stuka - guitarra eléctrica y coros
- Robert Wojtehk "Polaco" Zelazek - bajo
- Sergio Gramática - batería y coros